# هنری درایزدال داکین

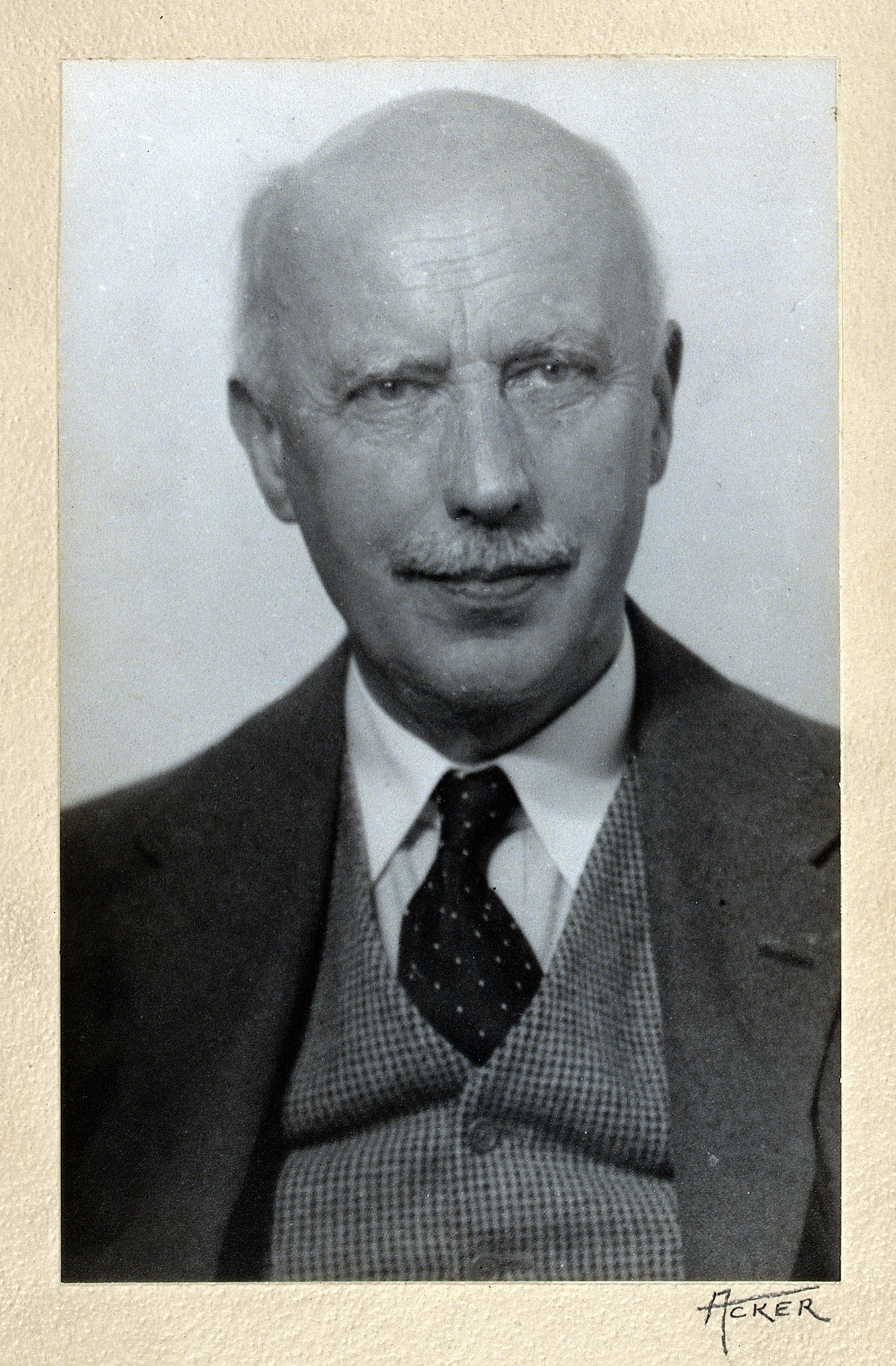
هنری درایزدال داکین

هنری درایزدال داکین (انگلیسی: Henry Drysdale Dakin؛ ۱۲ مارس ۱۸۸۰ – ۱۰ فوریهٔ ۱۹۵۲) یک شیمی‌دان اهل بریتانیا بود.
وی همچنین برنده جوایزی همچون مدال دیوی شده است.